# 卡特琳·伊瓦尔根
卡特琳·伊瓦尔根·梅娜（西班牙語：Caterine Ibargüen Mena，1984年2月12日—），哥伦比亚田径运动员，擅长跳高、跳远和三级跳远。她赢得2012年奥运会三级跳远银牌和2016年奥运会三级跳远金牌（15.17米），2013年和2015年世界田径锦标赛三级跳远金牌。

## 外部連結
- 卡特琳·伊瓦尔根在的頁面
- sports-reference